# Kapkowanie

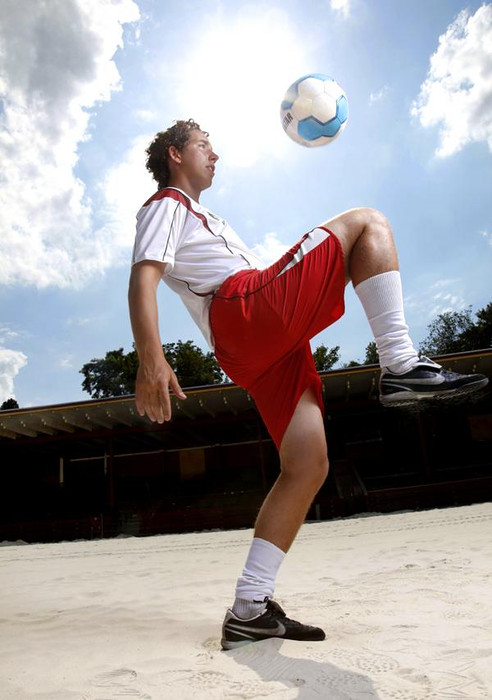
Mężczyzna wykonujący kapki

Kapkowanie – podbijanie piłki stopą, kolanem, klatką piersiową lub głową w taki sposób, by nie dotknęła ona ziemi.
Jest to jeden z podstawowych trików we freestyle footballu.
Rekord Guinnessa w najdłuższym kapkowaniu należy do Brytyjczyka, Dana Magnessa, który utrzymał piłkę w powietrzu przez 26 godzin (około 270 000 podbić). Natomiast rekord w jednoczesnym kapkowaniu został pobity w 2016 roku w Krakowie – piłkę podbijały wówczas 1444 osoby.